# خط بوتنیا
خط بوتنیا (سوئدی: Botniabanan) یک خط راه‌آهن سریع‌السیر در شمال کشور سوئد است.
این خط که در سال ۲۰۱۰ میلادی راه‌اندازی شده است فرودگاه کرامفوش را به شهر اومئو متصل میکند، طول این خط ۱۹۰ کیلومتر است و حداکثر سرعت قطارهای آن ۲۰۰ کیلومتر در ساعت است.